# Синдром кратког црева
Синдром кратког црева (СКС) или скраћено кратко црево  је редак поремећај малапсорпције узрокован недостатком функционалног танког црева. Примарни симптом је дијареја, која може довести до дехидрације, неухрањености и губитка тежине.  Остали симптоми могу укључивати надимање, горушицу, осећај умора, нетолеранцију на лактозу и столицу непријатног мириса. Компликације могу укључивати анемију и камен у бубрегу. 
Већина случајева је последица хируршког уклањања великог дела танког црева. Ово је најчешће потребно због Кронове болести код одраслих и некротизирајућег ентероколитиса код мале деце. Недавна национална студија показала је да је преваленција СКС-а 1% међу пацијентима са Кроновом болешћу.  Други узроци укључују оштећење танког црева из других разлога и рођење са абнормално кратким цревом.  Обично се не развија док не остане мање од 2 м (6,6 стопа) од нормално 6,1 м танког црева. 
Лечење може укључивати специфичну дијету, лекове или операцију.  Исхрана може да укључује благо слане и благо слатке течности, витаминске и минералне суплементе, мале честе оброке и избегавање хране са високим садржајем масти.  Повремено, хранљиве материје треба давати интравенозно, што се назива парентерална исхрана. Лекови који се користе могу да укључују антибиотике, антациде, лоперамид, тедуглутид и хормон раста. Стопа успеха Тедуглутида, дефинисана као смањење парентералне исхране за најмање 30%, премашила је 50% лечених пацијената.   Различите врсте операција, укључујући трансплантацију црева, могу помоћи неким људима. 
Синдром кратког црева се јавља код око три на милион људи сваке године. Процењује се да у Сједињеним Америчким  Државама живи око 15.000 људи са овим стањем. Преваленција у Сједињеним Америчким Државама је приближно 30 случајева на милион, а у Европи је приближно 1,4 случаја на милион (али стопа се значајно разликује између земаља). Преваленција синдрома кратког црева се повећала за више од 2 пута у последњих 40 година. Европска агенција за лекове класификује га у ретку болест. 
Исходи болести зависе од количине преосталог црева и од тога да ли је танко црево остало повезано са дебелим цревом. 

## Етиологија
Синдром кратког црева код одраслих и деце најчешће је узрокован операцијом (ресекцијом црева). Од оних који су подвргнути ресекцији црева, приближно 15% на крају развије синдром танког црева (и то 75% су они са једном великом ресекцијом а 25% они са више одвојених ресекција црева).  Ова операција се најчећче изводе због:
- Кронове болести, инфламаторни поремећај дигестивног тракта

- Мезентеричне исхемије, емболијске или тромботичке догађаје који се могу јавити у артеријама или венама које снабдевају или дренирају црева, респективно, што доводи до поремећаја снабдевања крвљу црева и исхемије.
- Волвулуса, увијање танког црева често узроковано малротацијом црева која брзо прекида снабдевање крвљу и доводи до смрти ткива
- Рака танког црева
- Радијационе ентеропатије, радиотерапију танког црева, услед радиотерапије за рак
- Повреде или трауме танког црева
- Некротизирајућег ентероколитиса (нпр код превремено рођена новорођенчад)
- Бајпас операције за лечење гојазности
- Операција за уклањање оболелог или оштећеног дела танког црева

Нека деца се такође рађају са абнормално кратким танким цревом, познатим као конгенитално кратко црево. 
Хируршке компликације, које захтевају поновну операцију, чест су узрок синдрома танког црева, доприносећи чак 50% случајева на основу неких процена. Ове хируршке компликације укључују унутрашње киле, волвулусе, исхемију или дубоку хипотензију.

## Патофизиологија
Дужина танког црева може значајно да варира, од само 2,75 м (9,0 стопа) до чак 10,49 м (34,4 стопе). У просеку је око 6,1 м (20 стопа).  Због ове варијације препоручује се да се након операције наведе количина преосталог црева, а не количина која се уклања. 
Синдром кратког црева се обично развија када је остало мање од 2 метра (6,6 стопа) танког црева за апсорпцију довољно хранљивих материја. 
Ресекција одређених делова танког црева може довести до различитих симптома код синдрома кратког црева. Ресекција илеума доводи до малапсорпције витамина Б12, жучних киселина и витамина растворљивих у мастима А, Д, Е и К.  Губитак дисталног илеума такође доводи до губитка инхибиторних хормона; што доводи до желудачне хиперсекреције, интестиналне хипермотилитета (смањење времена цревног пролаза) што доводи до секреторне дијареје и недостатка макронутријената, микронутријената, витамина и минерала. Губитак илеоцекалног вентила доводи до прекомерног раста бактерија у танком цреву (SIBO), јер бактеријска флора која се нормално налази у дебелом цреву мигрира проксимално и колонизује танко црево, што доводи до даље малапсорпције. SIBO доводи до малапсорпције, јер бактерије које колонизују танко црево метаболишу хранљиве материје, директно се такмичећи са цревном апсорпцијом хранљивих материја. Бактерије које колонизују танко црево код SIBO такође могу изазвати декоњугацију жучне киселине, што доводи до малапсорпције липида. 
У процесу који се назива адаптација црева, долази до физиолошких промена у преосталом делу танког црева како би се повећао његов апсорпциони капацитет. Ове промене се обично дешавају током 1-2 године. Ове промене укључују:
- увећање (повећање пречника) и продужавање ресица које се налазе у слузокожи[тражи се извор]
- повећање пречника танког црева
- успоравање перисталтике или кретања хране кроз танко црево (повећање времена пролаза) како би се повећало време доступно за апсорпцију хранљивих материја

Остеопороза је веома честа коморбидитет код људи са синдромом кратког црева који су на парентералној исхрани, са процењеном преваленцијом од 57-67%.  Фактори који доприносе остеопорози укључују неухрањеност, недостатак витамина Д због малапсорпције и недостатак витамина Д због оскудног излагања сунчевој светлости услед хроничног инвалидитета. 

## Клиничка слика
Знаци и симптоми синдрома кратког црева могу укључивати: 
- бол у стомаку
- пролив (дијареју) и стеатореју (масну, обимну столицу, која може бити непријатног мириса)
- недостатак течности
- губитак тежине и неухрањеност
- умор

Особе са синдромом кратког црева могу имати компликације изазване малапсорпцијом витамина и минерала, као што су недостаци витамина А, Д, Е, К, Б9 (фолне киселине) и Б12, калцијума, магнезијума, гвожђа и цинка. Ове компликације се могу манифестовати као анемија, хиперкератоза (љуштење коже), лако стварање модрица, грчеви мишића, лоше згрушавање крви и бол у костима. 

## Дијагноза
Дијагноза се поставља на основу цревне инсуфицијенције или смањена цревна функција тако да се хранљиве материје, вода и електролити не апсорбују довољно. То се догађа ако је дужина црева мање од 2 м  радног и најчешћи је узрок цревне инсуфицијенције. 

## Терапија

### Медикаменти
Симптоми синдрома кратког црева се обично лече лековима међу које спадају:
- Лекове против дијареје (нпр. лоперамид, кодеин)

- Суплементи витамина и минерала и Л-глутамина у праху помешаног са водом

- Х2 блокатори и инхибитори протонске пумпе за смањење желудачне киселине

Суплемент лактазе (за побољшање надимања и дијареје повезане са нетолеранцијом на лактозу)
Године 2004, Америчка агенција за храну и лекове (USFDA) је одобрила терапију која смањује учесталост и запремину тоталне парентералне исхране (TPN), која се састоји од: NutreStore (орални раствор глутамина) и Zorbtive (хормон раста, рекомбинантног ДНК порекла, за ињекције) заједно са специјализованом оралном исхраном.  Након 24 недеље успешних испитивања лечења пацијената у фази III, показало се да је Тедуглутид релативно безбедан и ефикасан са различитим степеном користи и нежељених ефеката по пацијенту. Међутим, адекватне процене безбедности показале су се тешким због ограничене величине узорка доступног за проучавање.  Године 2012, саветодавни панел Америчке агенције за храну и лекове (USFDA) једногласно је гласао за одобрење за лечење синдрома кратког црева (СБС) лека тедуглутид, аналога глукагон-сличног пептида-2 који је развила компанија NPS Pharmaceuticals, која намерава да лек пласира на тржиште Сједињених Држава под брендом Gattex.  Тедуглутид је претходно био одобрен за употребу у Европи и пласира се на тржиште под брендом Revestive компаније Nycomed. 

### Хирургија
Профилактичка хирургија
Антиперисталтичка трансверзална колопластика, предложена као профилактичка мера против синдрома кратког црева, одржава функцију трансверзалног колона након опсежних колектомија, промовишући побољшану конзистенцију столице и квалитет живота. Ова техника подразумева репозиционирање дебелог црева како би се симулирао његов првобитни положај, потенцијално спречавајући компликације повезане са синдромом кратког црева и побољшавајући исходе пацијената. 
Терапеутска хирургија
Хируршке процедуре за продужавање проширеног црева укључују Бјанкијеву процедуру, где се црево пресеца на пола и један крај се ушива за други, и новију процедуру која се зове серијска трансверзална ентеропластика (STEP), где се црево пресеца и спаја у цик-цак узорку. Др Хеунг Бае Ким и др Том Јакшич, обојица из Дечје болнице у Бостону, осмислили су STEP процедуру почетком 2000-их. Процедура продужава црево деце са СБС-ом и може омогућити деци да избегну потребу за трансплантацијом црева. Од јуна 2009. године, Ким и Јакшич су извршили 18 STEP процедура.  Бјанкијеву и STEP процедуру обично изводе дечји хирурзи у квартернарним болницама који су специјализовани за хирургију танког црева.

## Прогноза
Након ресекције, преостала дужина танког црева мања од 75 цм (30 инча) и преостала дужина дебелог црева мања од 57% оригиналне дужине повезани су са накнадном зависношћу од парентералне исхране. Не постоји лек за синдром кратког црева осим трансплантације. Код новорођенчади, четворогодишња стопа преживљавања на парентералној исхрани је приближно 70%. Код новорођенчади са мање од 10% очекиване дужине црева, петогодишње преживљавање је приближно 20%. Неке студије сугеришу да је велики део смртности последица компликација тоталне парентералне исхране (ТПН), посебно хроничне болести јетре. Од 2006. године, велике наде су положене у Омегавен, врсту липидне ТПН исхране, за коју недавни извештаји о случајевима сугеришу да је ризик од болести јетре много мањи. 
Иако обећавајућа, трансплантација танког црева има мешовиту стопу успеха, са постоперативном стопом смртности до 30%. Једногодишња и четворогодишња стопа преживљавања су 90% и 60%, респективно.